# Jobb, ha hulla vagy
A Jobb, ha hulla vagy (eredeti cím: Better Off Dead)  1985-ben bemutatott kissé szürreális, romantikus tinivígjáték, sportfilm.

## Cselekménye
|  | Alább a cselekmény részletei következnek! |

Helyszín: a valóságban nem létező, Greendale nevű kisváros észak-Kaliforniában
Idő: az 1980-as évek eleje
A főszereplő egy középiskolás fiú, Lane Myer (John Cusack), aki nagyon szerelmes egy lányba, a lány azonban szakít vele egy arrogáns és erőszakos fiú kedvéért, aki az iskolai sícsapat kapitánya. Lane úgy érzi, hogy nincs tovább, és többször meg akarja ölni magát.
Lane anyja, Jenny nem tud főzni, de kitartóan és derűsen próbálkozik. Lane öccse, Badger valószínűleg zseni, mert házilag összebarkácsol egy működő lézerfegyvert és egy kisebb űrsiklót is, amit a történet végén felbocsát. Badger egészen végig egyetlen szót sem szól, bár bizonyára tud beszélni, mert egyik alkalommal Lane egy csomó viháncoló nőt talál a vigyorgó Badger mellett.
Lane legjobb barátja Charles de Mar, aki azt tanácsolja neki, hogy menjen el máshová, mert ilyen kis helyen még kábítószert sem lehet kapni. Charles megpróbál mindenféle hétköznapi anyagot felszippantani, mintha az kábítószer lenne, például étkezési zselét, vagy havat.
Lane időnként, amikor a kocsijával a piros lámpánál várakozik, összetalálkozik két koreai sráccal, akik minden alkalommal versenyezni akarnak vele, de Lane kitér a versenyek elől (de többnyire bajba kerül, mert nekimegy egy autónak).
Lane az öngyilkossági kísérletekkel párhuzamosan szeretné visszakapni exbarátnőjét, ezért többféle dologgal próbálkozik, például síléccel le akar jönni a halálosan veszélyes K-12 csúcsról (az exbarátnő jelenlegi fiúja ezt végre tudja hajtani). Ezzel többször próbálkozik, de mindig már a pálya elején elesik.
Időközben Lane fokozatosan megismerkedik a szomszédságukban lakó francia cserediákkal, Monique-kal. Az anya és fia, akiknél lakik, annyira gáz, hogy Monique úgy tesz, mintha egy szót sem értene angolul. Amikor Lane-nel beszélgetnek arról, hogy miért is jött az Egyesült Államokba, Monique-ról kiderül, hogy Brooklyn Dodgers rajongó, és szeretné őket látni. Monique segít Lane-nek egy fekete 1967-es Camaro feljavításában, amihez a fiú hónapok óta hozzá sem nyúlt. Monique még azt is felajánlja neki, hogy „nyelvleckéket” ad neki a szerelem nemzetközi nyelvén.
Monique síelni is tanítja Lane-t, aki végül vállalkozik rá, hogy megmérkőzzön ellenfelével a K-12-n. Ebben az sem akadályozza meg, hogy az egyik síléce közvetlenül a verseny előtt elromlik, így egyetlen sível teszi meg a nyaktörő pályát és ezzel legyőzi ellenfelét. Verseny közben az újságkihordó fiú is üldözi és két dollárt követel tőle (ő a történet során többször feltűnik).
|  | Itt a vége a cselekmény részletezésének! |

## Szereposztás
| Karakter       | Színész            | Magyar hang          |
| -------------- | ------------------ | -------------------- |
| Lane Meyer     | John Cusack        | Boros Zoltán         |
| Al Meyer       | David Ogden Stiers | Csankó Zoltán        |
| Jenny Meyer    | Kim Darby          | Kiss Erika           |
| Monique Junot  | Diane Franklin     | Kökényessy Ági       |
| Mrs. Smith     | Laura Waterbury    | Kocsis Mariann       |
| Ricky Smith    | Dan Schneider      | Kerekes József       |
| Yee Sook Ree   | Yuji Okumoto       | Fekete Zoltán        |
| Rocko          | Chuck Mitchell     | Kisfalussy Bálint    |
| Beth Truss     | Amanda Wyss        | Nyírő Bea            |
| Charles De Mar | Curtis Armstrong   | Mikula Sándor        |
| Roy Stalin     | Aaron Dozier       | Rékasi Károly        |
| Mr. Kerber     | Vincent Schiavelli | Szabó Sipos Barnabás |
| Postás         | Taylor Negron      | Czvetkó Sándor       |
| Smitty         | Rick Rosenthal     | Botár Endre          |

## Fogadtatás
A filmkritikusok véleményét összegző Rotten Tomatoes 82%-ra értékelte 22 vélemény alapján. A kritikusok szerint „egyesíti a fekete humort és a szürreális komédiát, ami John Cusack elbűvölő játéka körül forog.”
A film rendezője, Savage Steve Holland nyilatkozata szerint John Cusack nem szerette a filmet és megharagudott rá, mert úgy érezte, hogy bolondot csináltak belőle.

## A film készítése
A síelős jelenetek egy részét Utah állam Snowbird nevű helyén vették fel, a Little Cottonwood kanyonban.
A városi jeleneteket többek véleménye szerint Los Angeles keleti San Gabriel nevű völgyében vették fel, és Kalifornia San Bernardino megyéiben lévő településeken.
Az utcai autóversenyes jeleneteket Sierra Madre városában rögzítették. Több felvétel Uplandban készült (Kalifornia). Néhány jelenetben Burbank város látható (több helyi jellegzetesség felismerhető).
A film befejező jelenete a Dodger Stadionban van (Los Angeles, Kalifornia).

## Fordítás
- Ez a szócikk részben vagy egészben  a   Better Off Dead (film) című angol Wikipédia-szócikk fordításán alapul.  Az eredeti cikk szerkesztőit annak laptörténete sorolja fel. Ez a jelzés csupán a megfogalmazás eredetét és a szerzői jogokat jelzi, nem szolgál a cikkben szereplő információk forrásmegjelöléseként.